# Quiz & Larossi
Quiz & Larossi', é uma dupla formada pelos produtores e compositores Andreas Romdhane e Josef Larossi em 1999, em Estocolmo, na Suécia. Eles escreveram canções para grandes artistas como Lutricia McNeal. Além de McNeal, eles têm composto canções e produzido singles e álbuns para uma ampla variedade de artistas, entre eles Pussycat Dolls, Il Divo, Alexandra Burke, The Saturdays, Aggro Santos, Kelly Clarkson e Jade Ewen.

## Discografia
| Canção                | Artista                                | Álbum               | Desempenho nas Paradas                           |
| --------------------- | -------------------------------------- | ------------------- | ------------------------------------------------ |
| Don't Let Me Stop You | Kelly Clarkson                         | All I Ever Wanted   | -                                                |
| Up                    | The Saturdays                          | Chasing Lights      | 5° (Parada de Singles do Reino Unido)            |
| Hallelujah            | Alexandra Burke                        | Overcome            | 1° (Parada de Singles do Reino Unido)            |
| Hush Hush; Hush Hush  | Pussycat Dolls                         | Doll Domination 2.0 | 1° (Parada de Singles da Rússia e Ucrânia)       |
| Hero                  | Finalistas do X Factor                 | -                   | 1° (Singles mais vendido do Reino Unido em 2008) |
| The Rose              | Westlife                               | -                   | 1° (Parada de Singles do Reino Unido)            |
| Candy                 | Aggro Santos (Part. de Kimberly Wyatt) | -                   | 5° (Parada de Singles do Reino Unido)            |